# Skrót Hastingsa

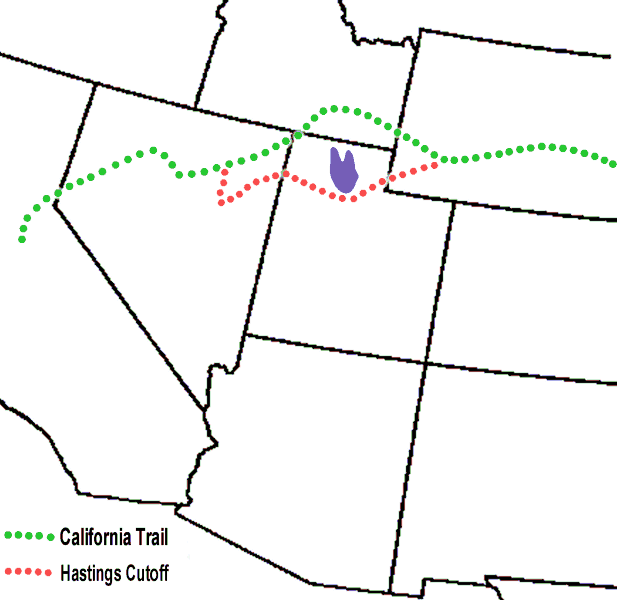
Trasa skrótu Hastingsa zaznaczona na czerwono, na zielono Szlak kalifornijski.

Skrót Hastingsa (ang. Hastings Cutoff) – alternatywna trasa, którą podążali amerykańscy pionierzy na Zachód, udający się do Kalifornii, zgodnie z propozycją jego zwolennika Lansforda Hastingsa w opublikowanym przez niego przewodniku w 1845 r.: The Emigrant's Guide to Oregon and California (pol. „Przewodnik emigrantów do Oregonu i Kalifornii”).
Niefortunna Wyprawa Donnera wybrała tę drogę w 1846 roku, opóźniając wędrówkę i przyczyniają się do śmierci prawie połowy z jej członków.